# Des caresses

Des caresses (aussi connu sous le titre L'Art) est une peinture à l'huile de 1896 par le peintre belge Fernand Khnopff (1858–1921). Il s'agit d'une interprétation de la peinture Œdipe et le Sphinx de 1864 par le peintre  symboliste Gustave Moreau,.
Des caresses fait partie des collections permanentes des Musées royaux des Beaux-Arts de Belgique à Bruxelles.

## Dans la culture populaire
Cette peinture de Fernand Khnopff est mentionnée dans la nouvelle de La Caresse, dans le recueil Axiomatique de l'écrivain de science-fiction Greg Egan.
Des similarités entre la couverture par Guy Peellaert de l'album de David Bowie Diamond Dogs sont notées dans le livre Enchanting David Bowie.